# Timothy Fosu-Mensah
Timothy Fosu-Mensah (Amszterdam, 1998. január 2. –) holland válogatott labdarúgó.

## Pályafutása

### Manchester United
Amszterdamban, az AFC Ajax akadémiáján kezdte pályafutását, mielőtt 2014-ben Angliába költözött. Fosu-Mensah a Manchester United utánpótláscsapatait is végigjárta, majd 2016. február 28-án debütált a Premier League-ben az Arsenal ellen 3–2-re megnyert bajnokin. Marcos Rojót váltotta az 55. percben. Leginkább jobbhátvédként szerepel, de a védelem közepén is bevethető.
2016. október 19-én új hosszú távú szerződést írt alá a Manchester Uniteddel 2020 nyaráig, egy éves hosszabbítási opcióval.

### Crystal Palace
2017. augusztus 10-én a Crystal Palace-hoz került kölcsönbe, egy évre. Itt újra együtt dolgozhatott Frank de Boerral, aki az Ajaxnál volt az edzője. 2017. augusztus 12-én debütált a Crystal Palace-ban a Huddersfield Town ellen 3-0-ra elveszített bajnokin. A vereség ellenére, Fosu-Mensáht dicsérte mind edzője, mind pedig a szurkolók a találkozót követően. 21 bajnokin játszott a szezon során.

### Fulham
2018. augusztus 9-én az angol élvonalba feljutó Fulham vette kölcsön.

### Bayer Leverkusen
2021. január 13-án a német élvonalban szereplő Bayer Leverkusen csapatához szerződött. A 2023–24-es szezonban minden mérkőzésről hiányzott, aminek következtében nem tudott trófeát nyerni, és alkalmatlanná vált a bajnoki és a kupa aranyra. A szezon végén lejáró szerződését nem hosszabbították meg.

### A válogatottban
Sokszoros holland utánpótlás válogatott, az U16-os, majd az U17-es és az U19-es csapatban is pályára lépett. Szülei révén a holland mellett a ghánai válogatottban is jogosult lett volna pályára lépni. 2017. augusztus 28-án a sérült Kenny Tete pótlására hívták meg a holland válogatott keretébe. 2017. augusztus 31-én debütált a nemzeti csapatban a franciák elleni 4-0-s vereség alkalmával.

## Sikerei, díjai
Manchester United
- FA kupa: 2016
- Európa-liga: 2016–17[11]

## Statisztika
Frissítve: 2018. március 31.
|                   |                |                |               |           |               |         |               |          |                 |                 |               |       |               |          |
| Klub              | Szezon         | Bajnokság      | Bajnokság     | Bajnokság | FA-kupa       | FA-kupa | Ligakupa      | Ligakupa | Nemzetközi kupa | Nemzetközi kupa | Egyéb         | Egyéb | Összesen      | Összesen |
| Klub              | Szezon         | Bajnokság      | Pályára lépés | Gól       | Pályára lépés | Gól     | Pályára lépés | Gól      | Pályára lépés   | Gól             | Pályára lépés | Gól   | Pályára lépés | Gól      |
| Manchester United | 2015–16        | Premier League | 8             | 0         | 2             | 0       | 0             | 0        | 0               | 0               | —             | —     | 10            | 0        |
| Manchester United | 2016–17        | Premier League | 4             | 0         | 2             | 0       | 1             | 0        | 4               | 0               | 0             | 0     | 11            | 0        |
| Manchester United | 2017–18        | Premier League | 0             | 0         | 0             | 0       | —             | —        | 0               | 0               | 0             | 0     | 0             | 0        |
| Manchester United | Összesen       | Összesen       | 12            | 0         | 4             | 0       | 1             | 0        | 4               | 0               | 0             | 0     | 21            | 0        |
| Crystal Palace    | 2017–18        | Premier League | 21            | 0         | 1             | 0       | 2             | 0        | —               | —               | —             | —     | 24            | 0        |
| Karrier összes    | Karrier összes | Karrier összes | 33            | 0         | 5             | 0       | 3             | 0        | 4               | 0               | 0             | 0     | 45            | 0        |

### Válogatott
2018- március 26-án frissítve.
| Válogatott | Év       | Pályára lépés | Gól |
| ---------- | -------- | ------------- | --- |
| Hollandia  | 2017     | 2             | 0   |
| Hollandia  | 2018     | 1             | 0   |
| Összesen   | Összesen | 3             | 0   |